# Diamond Taxicab Company
Diamond Taxicab Company war ein US-amerikanischer Hersteller von Automobilen.

## Unternehmensgeschichte

### Organisation
Das Unternehmen wurde 1922 im US-Bundesstaat New York gegründet als Joint Venture der Gray Motor Corporation, der Apex Motor Corporation (Herstellerin des Ace-Personenwagens) und der Guy Disc Valve Engine Corporation, die mit einem Schiebermotor auf den Markt kommen wollte. Der Firmensitz war in Detroit (Michigan). Präsident der Gesellschaft war der US-Senator von Oklahoma und Rechtsanwalt Robert L. Owen (1856–1947).

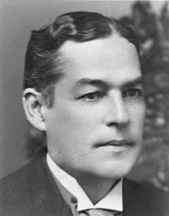
Senator Robert Latham Owen (Oklahoma, 1907–1925)

Der Anstoß zur Gründung kam von Nat D. Jacoby, dem Leiter der New Yorker Taxigesellschaft Black and White Cab Company. Wesentlich daran beteiligt waren auch Frank L. Klingensmith, Frank F. Beall sowie H. T. Hanover. Weitere Vorstandsmitglieder waren der Ingenieur O. D. Heavenrich als Sekretär und Fred H. Lewis, der Präsident der Lewis Spring & Axle Company.
Die Unternehmen waren personell stark verflochten. Bereits zwischen Apex Motor und Guy Disc Valve gab es enge Verbindungen. So gehörte auch Diamond-Präsident Owen dem Vorstand von Guy Disc Valve an; deren Gründer Fred M. Guy war zuvor Vizepräsident und Chefingenieur bei Apex Motor gewesen. Klingensmith war ein ehemaliger Ford-Manager und zu dieser Zeit Miteigentümer und Präsident von Gray Motor. Er hatte ebenfalls einen Vorstandssitz bei Apex Motor. Beall hatte eine hohe Position bei Packard aufgegeben um sich ebenfalls bei Gray Motor zu beteiligen. Er war deren Geschäftsführer und einer der Vizepräsidenten. Hanover war Präsident von Apex Motor und ein Vorstandsmitglied bei Guy Disc Valve. Heavenrich war zuvor beim Fahrgestellbauer Detroit Pressed Steel Company tätig gewesen.
Mit US$ 10 Mio. war das Unternehmen üppig kapitalisiert; das einbezahlte Aktienkapital betrug US$ 500.000,-. In Ypsilanti (Michigan) sicherte sich die Diamond Taxicab Co. ein geeignetes Areal. Der geplante Ausstoß betrug zunächst 10 Fahrzeuge täglich. Der Markenname lautete Diamond.
1922 ging eine erste Teilbestellung über 250 Black and White-Taxis ein. Man ließ die Produktion zunächst bei Elcar Motor Car Company in Elkhart (Indiana) anlaufen. Die Bestellung von Black and White belief sich auf insgesamt 1000 Taxis.

### Jacoby übernimmt die Kontrolle

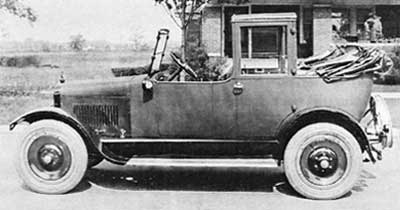
Das Elcar L4 Taxi entspricht äußerlich dem Diamond (1922).

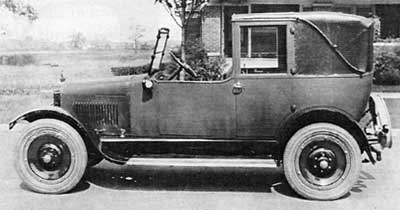
Elcar L4 Taxi mit geschlossenem Verdeck (1922).

Bereits im August änderten sich die Umstände, wie das Fachmagazin Automobile Topics am 12. des Monats berichtete. Demnach hatte Jacoby inzwischen die Kontrolle des Unternehmens übernommen und leitete auch Diamond. Änderungen im Vorstand wurden nicht vermerkt. Offenbar plante Jacoby eine weitreichende Reorganisation mit der Gründung einer Muttergesellschaft, unter deren Dach neben Diamond Taxi- und Bustransportgesellschaften organisiert werden sollten. Dieses Konzept sollte auf alle größeren US-Städte übertragen werden. Ähnlich gingen auch die größeren Mitbewerber Checker Cab und Yellow Cab vor, die sich mit der Checker Cab Manufacturing Company und der Yellow Cab & Coach Manufacturing Company jeweils eigene Produktionsanlagen gesichert hatten. Allerdings gab es dazu unterschiedliche Auffassungen, denn von Gray Motor wurden solche Absichten dementiert. Viel Widerstand dürfte es aber nicht gegeben haben, denn bei Apex Motor verschlechterte sich die finanzielle Situation rasch, was zu deren Schließung Anfang 1923 führte. Zuvor hatte Jacoby den Taxi-Prototyp samt Konstruktionsplänen und Vertriebsrechten erworben. Eine Quelle deutet an, dass Hanover seine berufliche Zukunft bei Diamond sah.
Die Übergabe der ersten Diamond-Taxis erfolgte wohl noch im August 1922. Wahrscheinlich sollte auch Diamond nach dem Vorbild von Checker und Yellow versuchen, Fahrzeuge an Dritte verkaufen.

### Driggs
Zufolge der neuen Pläne wurde das Taxi überarbeitet. Es wurde leichter konstruiert und erhielt einen kleineren Motor. Insbesondere wurde es auf zwei statt fünf Fahrgäste ausgelegt. Jacoby hatte festgestellt, dass Taxis selten von mehr als zwei Fahrgäste gleichzeitig beförderten und erwartete von diesen Maßnahmen eine drastische Senkung der Betriebskosten, die weitgehend an die Fahrgäste weiter gegeben werden sollte. Der Fahrpreis sollte so anstelle der in den USA üblichen 30 bis 40 Cent pro Meile auf 10 Cent sinken. Das Fahrzeug sollte nun von der Driggs-Seabury Ordnance Corporation in New Haven (Connecticut) montiert werden und nicht mehr Diamond heißen.
Nachdem aber im November 1923 auch Driggs-Seabury in finanzielle Schwierigkeiten geraten war, verlor dieses Unternehmen den Taxiauftrag an die Elcar Motor Car Company in Elkhart (Indiana), die bereits eigene Taxis unter dem Markennamen Elfay, Martel und Royal Martel herstellte.

### Das Ende
Wie erwähnt, wurde das Diamond-Taxi nicht exklusiv für Black and White hergestellt. Wie die größeren Konkurrenten Checker und Yellow mit ihren als Franchisegebern aufgebauten Checker Cab und Yellow Cab-Hauptkunden sollte auch Jacoby nur einen Grundstock an Aufträgen sicherstellen. Es scheint, dass der Heimatmarkt aber gesättigt war. Pläne, um Fahrzeuge für östliche Regionen wie Baltimore, Boston, Philadelphia und Washington, D.C. zu fertigen wurden nicht umgesetzt.
Bis zur endgültigen Schließung 1925 stellte Diamond sein eigenes Taxi her. Der Produktionsumfang belief sich auf 1000 Fahrzeuge, wobei unklar ist, wie viele davon für Black and White produziert wurden. Dass es mehr als die 250 Exemplare der ersten Bestellung waren, ist unwahrscheinlich. Im Januar 1925 verließ Klingensmith Gray Motor, die kurz vor der Insolvenz stand. Das war auch das Ende für Diamond.

## Fahrzeuge
Es wurden ausschließlich Taxis angeboten, die Diamond wohl für sich herstellen ließ. Es handelte sich um Assembled vehicles, d. h., sie wurden aus zugekauften Komponenten zusammengestellt. Drei Versionen lassen sich identifizieren.
A. M. Graffis, Chefingenieur bei der Elcar Motor Company, konstruierte die erste. Der Prototyp dazu entstand bei Apex Motor. Dieses Taxi war zeittypisch als Town-Landaulet ausgelegt, d. h. mit offenem Chauffeurabteil und einem Verdeck über dem Rücksitz. Die Blechteile waren "abnehmbar", um sie nach einem Unfall einfach austauschen zu können, was auf eine verschraubte Karosserie hindeutet. Diese wird als "breit" und "niedrig" beschrieben mit "wenig Glas". Jacoby als Kenner des Taximarktes äußerte seine Wünsche. So waren die Fenster tatsächlich kleiner als gewöhnlich, um den Fahrgästen mehr Diskretion gewähren zu können. Er legte auch Wert darauf, dass die Scheiben einfach auszuwechseln waren. Die Polster konnten zur morgendlichen Reinigung entfernt werden. Angedacht war ein Verkaufspreis zwischen US$ 1900,- und 1950,-, "inklusive Scheibenräder, einem Ersatzrad, Beleuchtung, Batterie, Magnetzündung, Anlasser, Stewart-Warner-Handhupe und Bordwerkzeug". Der Motor war ein Vierzylinder von Herschell-Spillman.
Das zweite Fahrzeug ist die von Driggs übernommene Version und die dritte eine Weiterentwicklung der ersten, die bei Elcar entstand.